# فرج مولایی
فرج مولایی (زاده ۱ بهمن ۱۳۲۸ در تهران) بازیگر سینما اهل ایران بوده است.
فرج مولایی نخستین بار در سینما حضور یافته و سال 1347 در فیلم دشت سرخ به کارگردانی حکمت آقانیکیان بازی کرده است. گرچه موفقیت این اثر نسبت به آثار شاخص بعدیش مانند سریال شهریار ، بیشتر نبود اما تجربه خوبی برای فرج مولایی محسوب می‌شود و همکاری با هنرمندانی همچون بهروز وثوقی ، ایرج قادری، مارلین اشمیت و علی زندی را تجربه کرد.
فرج مولایی در سال 1385 دوره‌ی پرتلاشی را در عرصه سینما و تلویزیون گذراند و در اثر مهمی بازی کرده است. اثر مهم فرج مولایی در این سال، بازیگری در سریال شهریار به کارگردانی کمال تبریزی محسوب می‌شود.

## فیلمشناسی

### سینما
- گاهی به آسمان نگاه کن (۱۳۸۱)
- قارچ سمی (۱۳۸۰)
- یکی بود یکی نبود (۱۳۷۹)
- نسل سوخته (۱۳۷۸)
- کمکم کن (۱۳۷۷)
- بازی‌های پنهان (۱۳۷۴)
- غزال (۱۳۷۴)
- مرضیه (۱۳۷۳)
- مروارید سیاه (۱۳۷۳)
- پناهنده (۱۳۷۲)
- خسوف (۱۳۷۱)
- مجنون (۱۳۶۹)
- پنجره (۱۳۶۷)
- دلار (۱۳۶۷)
- «زرد قناری» (۱۳۶۷)
- آن سوی آتش (۱۳۶۶)
- شب‌شکن (۱۳۶۳)
- پیکرتراش - از عوج تا اوج (۱۳۶۰)
- اعدامی (۱۳۵۹)
- حادثه جویان (۱۳۴۹)
- قصه دل‌ها (۱۳۴۸)
- گناه زیبایی (۱۳۴۸)
- دشت سرخ (۱۳۴۷)

### تلویزیون
- عشق سال‌های جنگ  (۱۳۸۰ علی بهادر)
- «گردن بند»   /سعید مترصد/1375
- «زیارت»
- «پزشکان»     /مسعود کرامتی/1378
- «بازی های پنهان»/مسعود کرامتی/1381